# Ґжебськ
Ґжебськ (пол. Grzebsk) — село в Польщі, у гміні Вечфня-Косьцельна Млавського повіту Мазовецького воєводства.
Населення — 409 осіб (2011).
У 1975-1998 роках село належало до Цехановського воєводства.

## Демографія
Демографічна структура станом на 31 березня 2011 року:
|          | Загалом | Допрацездатний вік | Працездатний вік | Постпрацездатний вік |
| -------- | ------- | ------------------ | ---------------- | -------------------- |
| Чоловіки | 212     | 47                 | 145              | 20                   |
| Жінки    | 197     | 41                 | 111              | 45                   |
| Разом    | 409     | 88                 | 256              | 65                   |